# John DiMaggio
John William DiMaggio (North Plainfield, 4 september 1968) is een Amerikaans stemacteur. Hij is de stem van Marcus Fenix uit de Gears of War-videospellen, van Bender uit de televisieserie Futurama, van Jake the Dog uit de serie Adventure Time en van Dr. Drakken uit de serie Kim Possible. Verder verleende hij zijn stem in Huize Herrie als de chagrijnige buurman Bud Grouse en de sjacheraar Flip Phillipini. Ook speelde hij als gewoon acteur Steve Ballmer in Pirates of Silicon Valley uit 1999.